# Athyrium clemensiae
Athyrium clemensiae är en majbräkenväxtart som beskrevs av Edwin Bingham Copeland. Athyrium clemensiae ingår i släktet Athyrium och familjen Athyriaceae. Inga underarter finns listade.